# Pongkar
Pongkar is een bestuurslaag in het regentschap Karimun van de provincie Riau-archipel, Indonesië. Pongkar telt 2.162 inwoners (volkstelling 2010).